# Нахаванд
Нахаванд (персијски: نهاوند, такође романизован као Nahāvand и  Nehāvend)  је град и престоница округа Нахаванд, провинција Хамадан, Иран. Према попису становништва из 2006. године, његово становништво је износило 72.218, људи у 19.419 породица.  Налази се јужно од Хамадана, источно од Малајера и северозападно од Боруџерда. Насељен  од праисторије, Нахаванду је у време Сасанида био седиште сасанидсе племићке Куће Карен. За време арапског освајања Ирана, то је било место чувене битке код Нахаванда.

## Назив
У различитим књигама и изворима пише се различито: Нахаванд, Нахавенд, Нахаванд, Нахааванд, Нихаванд, Нехаванд, Нихавенд, или Нехавенд, раније се називао Мах Нахаванд, а у античкој Лаодика (грчки: Λαοδικεια; арапски: Ладикија), такође транслитерирано Лаодисиа и Лаодикеа, Лаодика у Медији, Лаодика у Персису, Антиохија у Персису, Антиохија Хозроја (грчки: Αντιοχεια του Χοσροη), Антиохија у Медији (грчки: Αντιοχεια τν анд, Нντιοχεια της) Немаванд и Нифаунда.

## Географија
Нахаванд се налази у западном Ирану, у северном делу региона Загрос. Лажи  90 километара јужно од Хамадана, од кога га је одвојио масив субраке Алванд.  Овај масив даје Нахаванду и његовом залеђу отежан довод воде. Историјски гледано, Нахаванд се налазио на рути која је водила од централног Ирака кроз Керманшах до северног Ирана и због тога су често кроз њега пролазиле војске. Други историјски пут, који долази из Керманшах, води према Исфахану у централном Ирану и избегава масив Алванда. Нахаванд такође лежи на грани реке Гамасаб која долази са југоистока из околине Боруџерда; од Нахаванда, река Гамасаб тече западно до планине Бехистун. С обзиром на Нахавандову локацију, било је то место неколико битака, а сматрало се важним у иранској историји током ратова Ирана са западним суседима.

## Праисторија
Ископавања која су у Тепе Гијану спровели Георгес Контенау и Роман Гиршман 1931/2. довела су до закључка да су Нахаванд и његова околина били насељени још од праисторије. Показало се да је место Тепе Гијан, које се налази  10 километара југоисточно од Нахаванда, било  насељено у периоду од најмање 5.000 година пре нове ере до 1.000 пре нове ере.

## Историја
Током ахеменидског периода (550–330. Пре нове ере), Нахаванд се налазио у најјужнијем делу Медијe, на плодној Нисенске равнице. Страбон је написао да га је "(поново) основао" Ахеменидски краљ Ксеркс Велики (владао 486–465. п. н. е.). Лежи  96 километара од Екбатане (данашњи Хамадан), магистралним путем од Вавилоније преко Медије до Бактрије. У периоду Селеукида, Нахаванд је претворен у грчки полис са судијама и гувернером Селеукида. У 20. веку, близу Нахаванда пронађена је камена стела. Стела је носила натпис владара Селеукида Антиоха III Великог (владао 222–187. п. н. е.), уводећи култ који је створио у част своје супрг краљице Лаодике III.  Стела, датирана у период из 193. године пре нове ере, открила је Terminus post quem темеља грчког полиса. Према Абу Ханифи Динавари,као град који је процветао у 9. веку, у Партском периоду, Нахаванд је био седиште партског принца Артабана, који је касније владао као Артабан I од Партије (владао 127-124 / 3. п. н. е.). Током сасанидског периода, округ Нахаванд био је додељен Кући Карен.  Такође је у њему постојао храм ватре.
642. године, током арапског освајања Ирана, водила се чувена битка код Нахаванда. Уз велике губитке на обе стране, на крају је окршај резултирао сасанидским поразом, и као такав отворио је врата иранске висоравни освајачима. У раном исламском периоду Нахаванд је цветао као део провинције Џибал. Прво је функционисао као административни центар округа Мах ел Басра ("Медија Басранаца"). Његови приходи су, како се извештава, коришћени за плаћање трупа из Басре које су биле стациониране у Нахаванду. Средњовековни географи спомињу Нахаванд као богато трговачко средиште са две џамије. Када је арапски путник из 10. века Абу Дулаф путовао кроз Нахаванд, приметио је "фине остатке [древних] Персијанаца". Абу Дулаф је такође написао да је за време владавине калифа ел Мамуна (813–833) пронађена благајна са два златна сандука.
Током наредних векова забележено је само неколико догађаја у Нахаванду. Персијски везир Сеџучког царства Низам ел Мулк убијен је 1092. године близу Нахаванда. Према Хамдалаи Муставфију, који је живео у 13. и 14. веку, Нахаванд је био град средње величине окружен плодним пољима на којима су се узгајали кукуруз, памук и воће. Муставфи је додао да су његови становници углавном Твелвер Шиа Курди.
1589. године, током отоманско-сафавидског рата 1578-1590, османски генерал Чгалазаде Јусуф Синан Паша изградио је тврђаву у Нахаванду за будуће походе против Сафавидског Ирана. Цариградским уговором (1590) Сафавиди су били приморани да препусте град Турцима. Године 1602/3. становници Нахаванда су се побунили против османских окупатора. Суочивши се с побунама Целалија у Анадолији, Сафавиди су освојили Нахаванд и протерали Османлије из града, враћајући на тај начин иранску контролу. Сафавидски гувернер Хамадана, Хасан Хан Устаџлу,  је након тога  разорио османску тврђаву. Након пропасти Сафавида 1722. године, Турци су још једном заузели Нахаванд. Године 1730. протерао их је Надир Коли Бег (касније познат као Надир Шах; владао 1736–1747). Надирова смрт 1747. године довела је до нестабилности. Током наредних неколико година, Нахаванд су искоришћавале локалне вође Бахтијара.Године 1752. Карим Хан Занд победио је бахтјарског вођу Али Мардан кан Бахтиарија у Нахаванду.

## Природне атракције
- Водопад Гијан
- Водопад Гамасиаб
- Водопад Фересбан

## Музика
Нахаванд такође даје своје име музичкој моди (макам) Нахаванд у арапској, персијској и турској музици. Овај мод је познат по широкој лепези мелодија западњачког звука.

## Угледне личности
- Пируз Нахаванди, сасанидски војник који је успео да изврши атентат на халифа Омара.
- Бенџамин Нахаванди, кључна фигура у развоју караитског јудаизма у раном средњем веку.
- Ахмад Нахаванди, астроном из 8. века који је радио на Академији у Гундишапуру.